# サーキットビート
『サーキット・ビート』 (Circuit Beat )は、株式会社プリズムアーツが発売したPlayStation用のレースゲームである。

## 概要
プリズムアーツが1996年に株式会社プリズムより設立されて、初めてリリースした作品になる。全体的なインターフェイスなどはナムコのリッジレーサーを手本にしている部分が多い。ゲームオリジナルの機能としてはメニュー画面で「TYPE」を変更することにより、マシンの馬力調整ができること。そしてエンディングまでゲームを進めるとスピードが格段に上がったフォーミュラカーでプレイすることができる。

## 問題点
リッジシリーズを手本に開発されたということだが、実際にプレイしていくと様々な問題点が散見される。以下、主な指摘である。
- ドリフトの挙動が安定せず、グリップ走行よりも数段遅くなってしまう
- ライバルのAIが弱く、確率でコースを占領して抜くに抜けない
- ライバルの速さが群を抜いており、初心者が攻略するにはハードルが高い・・・など。

また、リプレイ映像が実際の走行からはだいぶかけ離れた挙動やライン取りに終始してしまう、いわゆる『偽リプレイ』も問題視された。後に有志の調査により、完走しなかった場合、またAI車両との合体が起きた場合にのみ出現する事が判明している。